# اژیون
شهر اژیون در استان یونان غربی در کشور یونان واقع شده است که دارای جمعیت ۲۰٬۴۳۵  نفر می‌باشد.